# Lens-Lestang
Lens-Lestang település Franciaországban, Drôme megyében. Lakosainak száma 885 fő (2022. január 1.). Lens-Lestang Hauterives, Manthes, Moras-en-Valloire, Beaurepaire, Lentiol és Marcollin községekkel határos.

## Népesség
A település népességének változása:
| Lakosok száma | 655  | 672  | 629  | 775  | 813  | 837  | 882  | 891  | 888  | 885  |
|               | 1968 | 1982 | 1990 | 2006 | 2013 | 2015 | 2017 | 2019 | 2020 | 2022 |